# Komsomolskoamurské letecké výrobní sdružení J. A. Gagarina

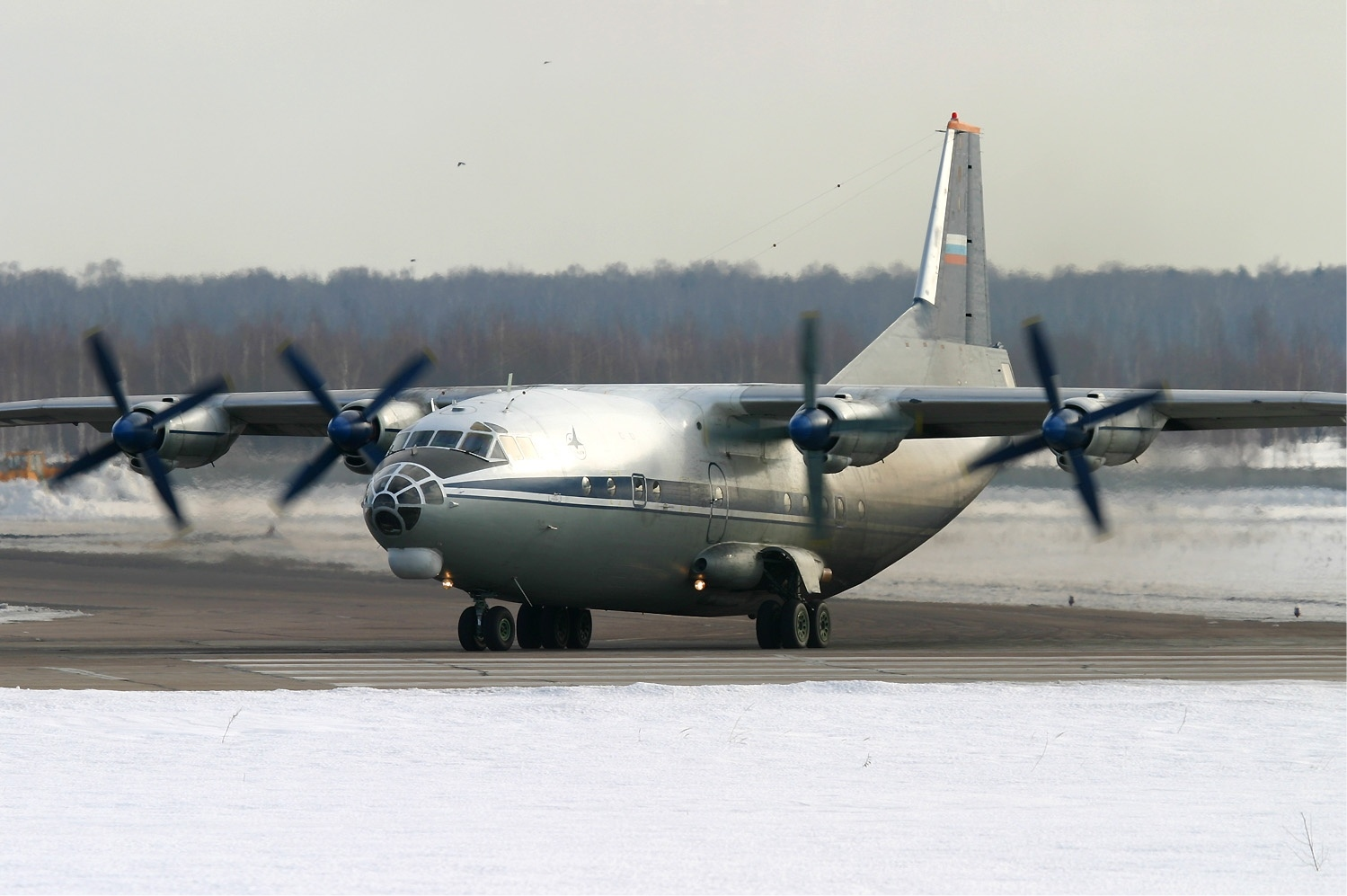
Firemní Antonov An-12

Komsomolskoamurské letecké výrobní sdružení J. A. Gagarina (KnAAPO J. A. Gagarina; rusky Комсомольское-на-Амуре авиационное производственное объединение им. Ю. А. Гагарина, КнААПО им. Гагарина) je letecký závod v Komsomolsku na Amuru pojmenovaný podle kosmonauta Jurije Gagarina.
Sdružení je hlavním výrobním závodem holdingu Suchoj. V současnosti se účastní tří prioritních programů holdingu: vývoje a výroby víceúčelového stíhače Su-35, stíhače páté generace PAK FA (perspektivní letecký komplex frontového letectva) a dopravního letounu pro regionální linky Suchoj Superjet 100. Vyrábí jedno- i dvoumístné modifikace letadel rodin Su-27 a Su-33, provádí opravy a modernizace letadel nacházejících se ve výzbroji ruského vojenského letectva. Je dodavatelem Boeingu.

## Historie
Výstavba závodu byla zahájena 18. července 1934. Závod vyráběl průzkumná letadla Tupolev R-6 a za druhé světové války ze bran továrny vyšlo 2 757 bombardérů Il-4.
Po válce zde vyráběli i dopravní Li-2 v počtu 355 kusů a stíhací MiG-15 a MiG-17. Od roku 1956 závod vyráběl především letouny původem z konstrukční kanceláře Pavla Suchoje. Současně s produkcí stíhaček podnik zhotovoval i protilodní křídlaté samonaváděcí rakety P-6 a P-70 Ametist zkonstruované v NPO Mašinostrojenija. Vyráběl části letadel Su-24 a Il-62. Od roku 1976 závod zahájil produkci stíhače čtvrté generace Su-27, v 80. letech se modifikace Su-27 staly hlavním výrobkem závodu.
Roku 1996 byl závod začleněn do společnosti Suchoj. Podnik se účastní vývoje stíhače páté generace PAK FA, jehož první exemplář vzlétl v lednu 2010.
Od roku 2006 je závod součástí Sjednocené letecké korporace.

## Názvy závodu
- 1931–1934 – Stavebně-montážní správa pro výstavbu závodu č. 126 (Строительно-монтажного управления по строительству завода №126)[5]
- 1934–1938 – Správa pro výstavbu a využití závodu č. 126 (Управление по строительству и эксплуатации завода №126)
- 1938–1966 – Závod č. 126 (Завод №126)
- 1966–1976 – Dálněvýchodní strojírenský závod (DME; Дальневосточный машиностроительный завод, ДМЗ)[6]
- 1976–1977 – Komsomolskoamurský letecký závod (Комсомольский-на-Амуре авиационный завод)[7]
- 1977–1989 – Komsomolskoamurský letecký závod J. A. Gagarina (Комсомольский-на-Амуре авиационный завод имени Ю.А. Гагарина)
- 1989–1999 – Komsomolskoamurské výrobní sdružení (KnAAPO; Комсомольское-на-Амуре авиационное производственное объединение, КнААПО)
- 1999– Komsomolskoamurské výrobní sdružení J. A. Gagarina (Комсомольское-на-Амуре авиационное производственное объединение имени Ю.А. Гагарина, КнААПО имени Ю.А. Гагарина)